# 東萊設治局
東萊設治局位於山東省長山八島（即长山列岛），民國三十七年（1948年）置，命名為東萊設治局。至1949年8月，中国人民解放军已经占领除长山列岛外的山东省全境。此时驻守此岛的有中华民国海军陆战二团。根据中共中央军事委员会的指示，中国人民解放军第三野战军组织部队及地方武装准备发起长山列岛战役。8月11日晚发起攻击，至12日占领长岛全境。设长山岛特区，属北海专区。

## 歷史沿革
總統指令 統（一）字第三一四號 三十七年十月八日（補登）（仍另行文）

令行政院
三十七年十月一日（卅七）四內字第四三七四三號呈，爲據內政部呈轉山東省政府請將長山八島所增之設治局定名爲東萊設治局，經提出院會決議通過，同該局組織規程及圖說，請鋻核公佈，並飭局鑄頒銅印由。

呈件均悉。准予公佈。印信仰候飭局鑄發可也。此令。

總　　　統　蔣中正

行政院院長　翁文灝

內政部部長　彭昭賢

- 民國三十七年（1948年）11月4日，內政部方字第696號公函。

案查前准山東省政府公函以該省蓬萊縣屬長山八島孤懸海外，管治不便，前爲奸匪盤據，雖經海軍收復，仍以設治為宜，俾便配合戡亂軍事。擬請增設東萊設治局，業經呈奉行政院核定轉奉總統令准公佈

## 管轄區域
長山八島。即今山东省烟台市蓬莱区所辖之庙岛群岛（原长岛县）